# Baharna arapski
Baharna arapski (bahreinski arapski, baharnah, baharna; ISO 639-3: abv), jedan od arapskih jezika kojim govori oko 310 000 Bahreinskih Arapa na području Arapskog poluotoka, od čega 300 000 u Bahreinu i 10 000 u Omanu i nekim drugim zemljama.
Govornici se koriste i zaljevskim arapskim.

## Vanjske poveznice
- Ethnologue (14th)
- Ethnologue (15th)